# Man On The Prowl
Man On The Prowl (Hombre Al Acecho) es un tema o una canción escrita y compuesta por Freddie Mercury, cantante de la banda de rock británica Queen, que aparece en el álbum The Works de 1984.

## Análisis
La cuarta canción, "Man on the Prowl", es una composición de Mercury, y tiene un estilo rockabilly de tres acordes, muy parecido al de Crazy Little Thing Called Love. Brian May tocó el solo usando una Fender Telecaster, mientras que Mandel toca el final del piano. Este tema fue planeado como el quinto y último sencillo del álbum, con una fecha de lanzamiento provisional del 19 de noviembre de 1984 como una fecha provisional de lanzamiento. Se presionaron y enviaron copias promocionales, pero la banda optó y acabaron decidiendo por el sencillo navideño "Thank God It's Christmas".
Man On The Prowl fue el lado B del sencillo Thank God It's Christmas.

## Actuaciones en vivo
Nunca fue tocada esta canción en vivo en los conciertos ni en las giras por Queen.

## Créditos
- Escrita por: Freddie Mercury
- Producida por: Queen y Mack
- Músicos:

- Freddie Mercury: voz, piano

- Brian May: guitarra

- Roger Taylor: batería

- John Deacon: bajo

- Fred Mandel: piano final

- Datos: Q4043671